# Thomas Lance
Thomas Lance (n. 14 iunie 1891, Greater London, Anglia, Regatul Unit al Marii Britanii și Irlandei – d. 29 februarie 1976, Brighton, Anglia, Regatul Unit) a fost un ciclist de performanță ce a reprezentat Regatul Unit al Marii Britanii și al Irlandei de Nord, medaliat olimpic. A participat la o ediție a Jocurilor Olimpice (1920) în care a câștigat o medalie de aur.

## Participări
Lista de mai jos prezintă principalele competiții la care a participat Thomas Lance de-a lungul carierei.
- cyclisme aux Jeux olympiques d'été de 1920 – tandem hommes[*]